# Nút giao thông Sinwol
Nút giao thông Sinwol (Tiếng Hàn: 신월 나들목, 신월IC) còn được gọi là Sinwol IC là nút giao thứ 7 của Đường cao tốc Gyeongin và là điểm cuối của Đường cao tốc Gyeongin tại Sinwol-dong, Yangcheon-gu, Seoul.

## Lịch sử
- 21 tháng 12 năm 1968: Đưa vào sử dụng bắt đầu với việc mở đoạn Gajwa ~ Seoul của Đường cao tốc Gyeongin[1]

## Thông tin cấu trúc
- Vị trí: Sinwol 1-dong, Sinwol 3-dong, Sinwol 4-dong, Sinwol 7-dong, Yangcheon-gu, Seoul

## Lối vào nút giao thông
- Tuyến đường thành phố Seoul số 92 (Nambusunhwan-ro), Gukhoe-daero